# Insediamento presidenziale di Barack Obama

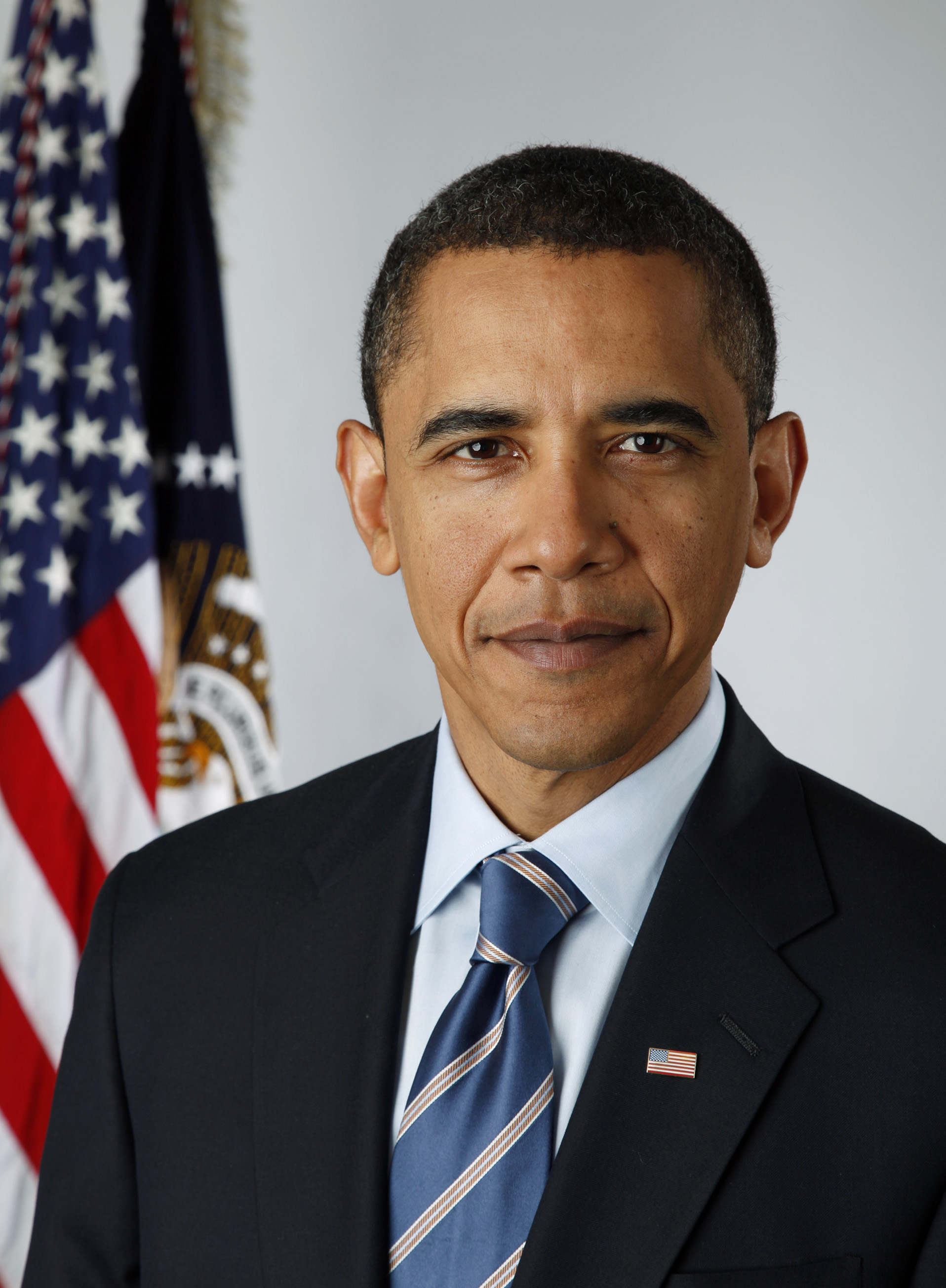
Ritratto ufficiale di Barack Obama

L'insediamento presidenziale di Barack Obama è consistito in una cerimonia culminata alle ore 12.00 del 20 gennaio 2009, di fronte all'ala ovest del Campidoglio di Washington, col giuramento di Barack Obama come 44º Presidente degli Stati Uniti e Joe Biden come Vicepresidente.
Un numero record di spettatori, ufficialmente di 1,8 milioni di persone ma da altre fonti pare fossero di più, circa 2 milioni di persone, hanno partecipato alle celebrazioni. L'amministrazione della città di Washington ha preparato questo grande avvenimento con diversi mesi di anticipo. È stato scelto come nome ufficiale delle cerimonie di insediamento ''A New Birth of Freedom" (una nuova nascita della libertà), per commemorare il 200º anniversario della nascita di Abraham Lincoln.

## Programma delle manifestazioni

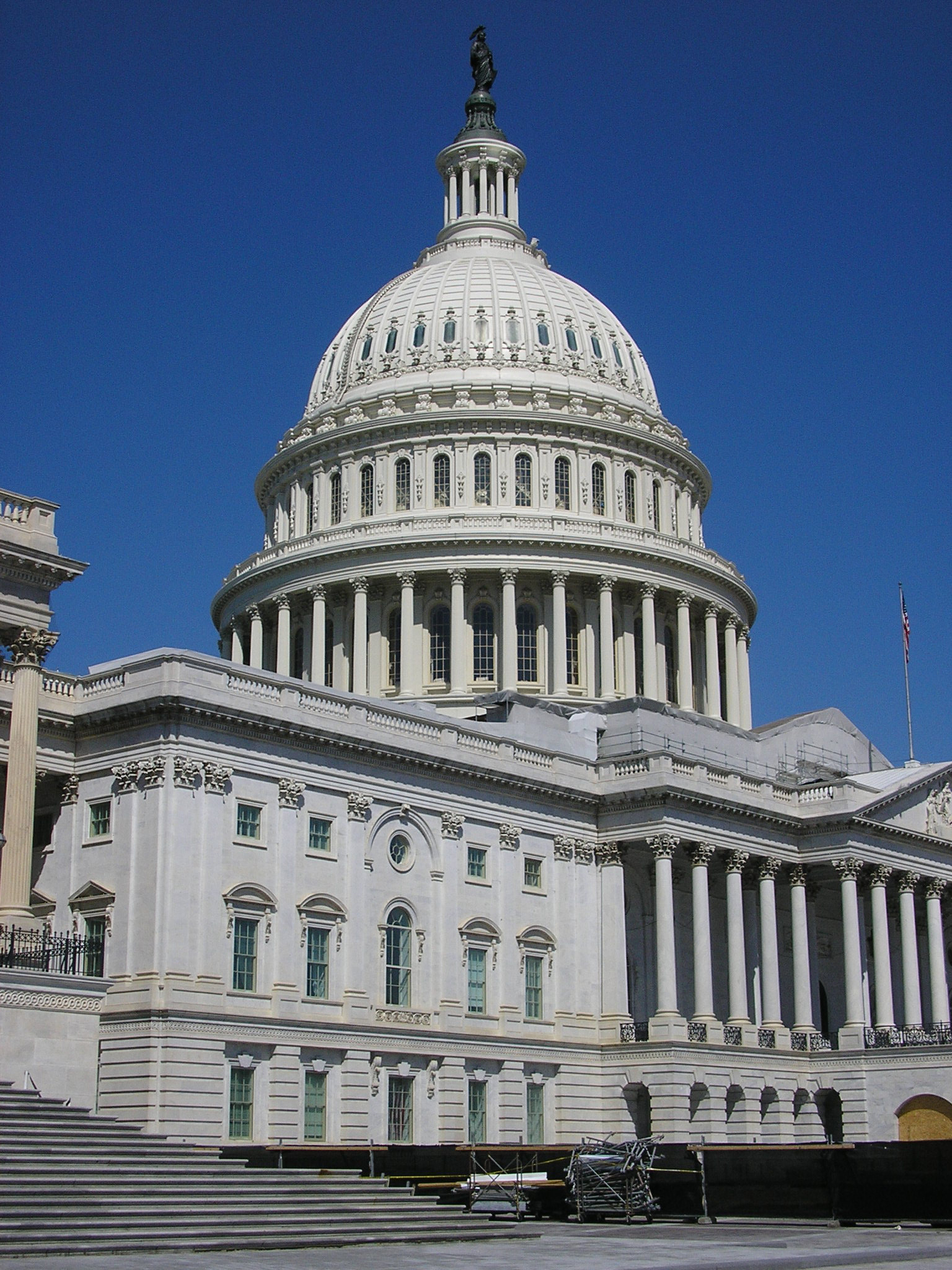
Il Campidoglio di Washington, dove si è svolto il giuramento

Le manifestazioni, secondo un cerimoniale messo a punto dal Joint Congressional Committee on Inaugural Ceremonies, nominato dal Congresso degli Stati Uniti, sono iniziate il 17 gennaio a Filadelfia con un viaggio in treno che ha fatto sosta a Wilmington e a Baltimora prima di arrivare il 18 gennaio a Washington.
Il giuramento di Barack Obama come 44º Presidente degli Stati Uniti  è stato amministrato da John G. Roberts, giudice capo della Corte Suprema degli Stati Uniti, alle ore 12.05 del 20 gennaio (ora di Washington). Il giuramento è stato fatto sulla stessa bibbia sulla quale giurò Abramo Lincoln nel 1861 come 16º Presidente degli Stati Uniti. È stata Michelle Obama a sorreggere la bibbia. Nell'indicare le parole del giuramento il giudice ha inavvertitamente scambiato l'ordine di due frasi, ciò che ha causato l'esitazione di Obama nel ripeterle. In seguito ai dubbi sollevati da alcuni costituzionalisti il giudice Roberts si è recato il giorno successivo alla Casa Bianca per ripetere il giuramento, che è avvenuto questa volta senza intoppi. Il giuramento del Vice Presidente Joe Biden era stato amministrato circa mezz'ora prima da John Paul Stevens, giudice associato della Corte Suprema.

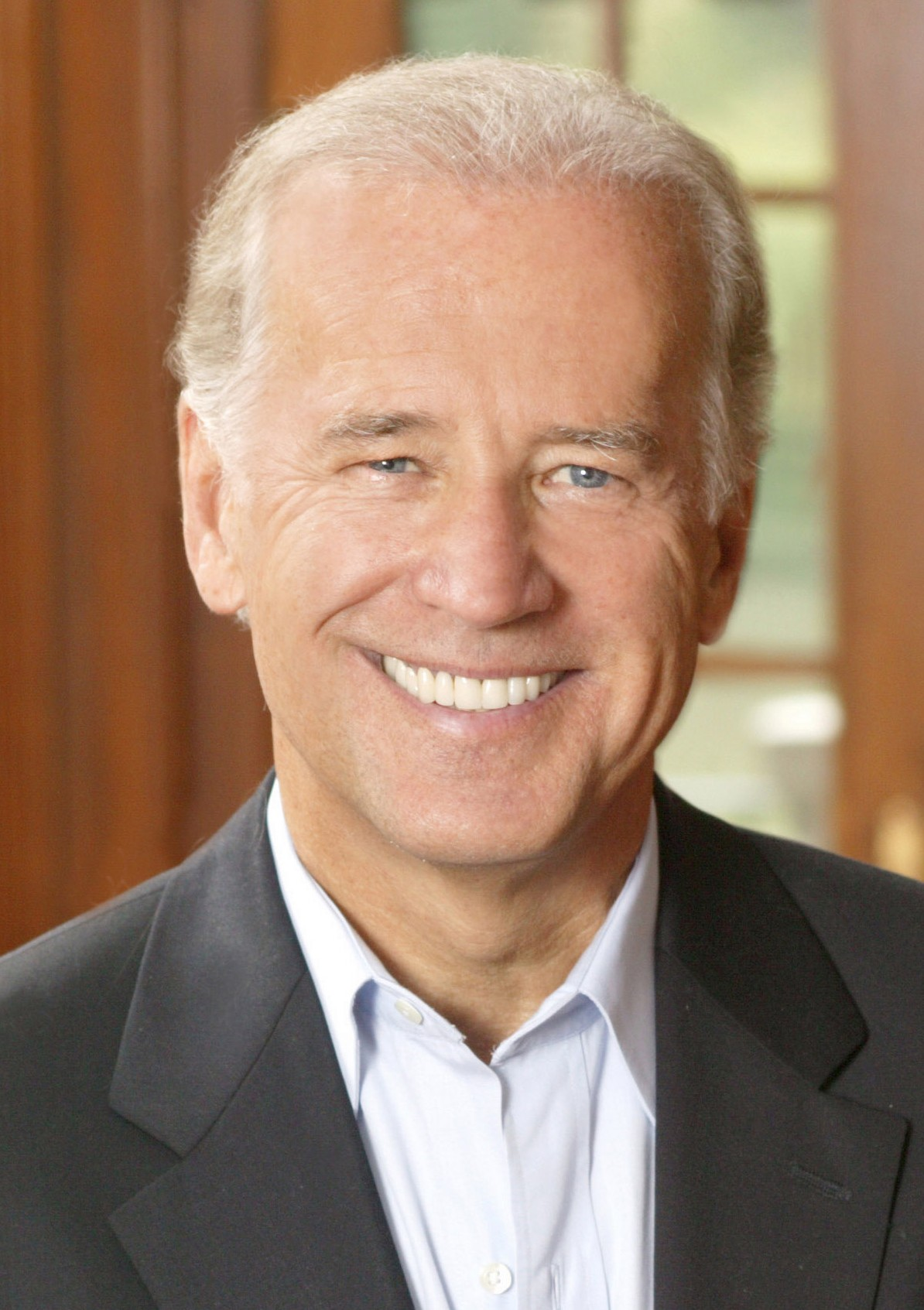
Joe Biden

Tra gli ospiti d'onore presenti al giuramento gli ex-presidenti Jimmy Carter, George H. W. Bush, Bill Clinton e l'ex-segretario di stato Colin Powell. Secondo una tradizione consolidata, dovuta soprattutto a ragioni di sicurezza, non erano stati invitati capi di Stato o di governo stranieri . Erano invece presenti gli ambasciatori a Washington di moltissimi paesi.
Dopo il giuramento c'è stato il primo saluto delle Forze Armate al nuovo presidente con 21 salve di cannone, con la banda militare che ha intonato l'inno "Hail to the Chief"   , dopodiché il Presidente ha pronunciato il discorso inaugurale. C'è stato poi un pranzo in Campidoglio nella Capitol Statuary Hall del Campidoglio, offerto dal Congresso.
Alle ore 14 è iniziata la parata inaugurale, che si è snodata lungo la Pennsylvania Avenue fino alla Casa Bianca. Per tradizione questo percorso viene fatto dal nuovo Presidente a piedi, ma per motivi di sicurezza era stato previsto che il Presidente Obama lo avrebbe fatto in automobile. Il Presidente e la moglie Michelle sono però usciti due volte dalla limousine per fare qualche tratto a piedi in mezzo alla folla festante. La parata è proseguita poi nel pomeriggio per oltre due ore con la partecipazione di circa 15.000 persone, 240 cavalli e diverse bande musicali.
Si sono svolti vari concerti ed esibizioni ai quali hanno partecipato Aretha Franklin, Mariah Carey, Bruce Springsteen, Bono, la cantante emergente filippina Charice, la cantante Demi Lovato, il violinista Itzhak Perlman, il violoncellista Yo-Yo Ma, la pianista Gabriela Montero e il clarinettista Anthony McGill. Oprah Winfrey, una grande sostenitrice di Obama durante la campagna elettorale, il 19 gennaio ha registrato il suo famoso "Oprah Winfrey Show" dal Kennedy Center Opera House di Washington anziché da Chicago come di consueto.
I coniugi Obama hanno preso parte a 10 feste inaugurali il 20 gennaio. La principale è stata la "Neighborhood Inaugural Ball", organizzata nel Washington Convention Center, iniziata nella prima serata del giorno dell'insediamento. Questo edificio può ospitare oltre 5.000 persone. I biglietti di ingresso, del costo di 25 dollari, erano tutti stati da tempo venduti. Anche i 240.000 biglietti che davano diritto a posizioni preferenziali per assistere al giuramento erano stati venduti con grande anticipo.

## Altri dettagli
Il costo delle cerimonie inaugurali è stato stimato dal comitato per l'inaugurazione in circa 40 milioni di dollari, mentre l'amministrazione della città di Washington prevede sarà di circa 50 milioni di dollari. Per l'inaugurazione di George W. Bush del 2005 molte società americane donarono ciascuna 250.000 dollari, mentre per il 2009 il comitato inaugurale ha fissato un limite di 50.000 dollari per ciascuna donazione. Sono stati raccolti fino al 6 gennaio oltre 27 milioni di dollari. Entro tale data sono state fatte 378 donazioni con questo importo massimo, tra esse quelle di George Soros, Halle Berry, Jamie Foxx, Sharon Stone, Ron Howard, George Lucas, Steven Spielberg, Robert Zemeckis.
Il 4 dicembre 2008 il Comitato di inaugurazione presidenziale ha annunciato che in occasione dell'inaugurazione del 2009 l'intera lunghezza del National Mall (circa 3 km) sarà aperta al pubblico, mentre in precedenza solo il tratto compreso tra la 7a strada e la 14ª strada era disponibile. Si stima che in tal modo questa grande area verde potrà ospitare oltre un milione di persone. Saranno predisposti numerosi schermi televisivi giganti in vari punti del National Mall.
Si prevede che l'organico della polizia del Distretto della Columbia raddoppierà a circa 8.000 agenti col contributo di
molte forze di polizia provenienti da diverse parti degli Stati Uniti. Circa 5.000 soldati parteciperanno alla parata inaugurale con divisa da cerimonia e 1.300 agenti della Guardia Nazionale daranno man forte alle forze di polizia di Washington per garantire la sicurezza della manifestazione.
Gli hotel e i ristoranti di Washington saranno messi a dura prova per i giorni dal 17 al 21 gennaio. Il Marriott Wardman Park Hotel, il più grande della città, si è attrezzato per servire 49.000 pasti in tale periodo. L'hotel a 5 stelle Ritz-Carlton offre pacchetti di soggiorno per tre o quattro giorni a 50.000 dollari. Si prevede che almeno 500 venditori ambulanti di generi di ristoro e gadgets si apposteranno in varie zone della città.

## Galleria d'immagini

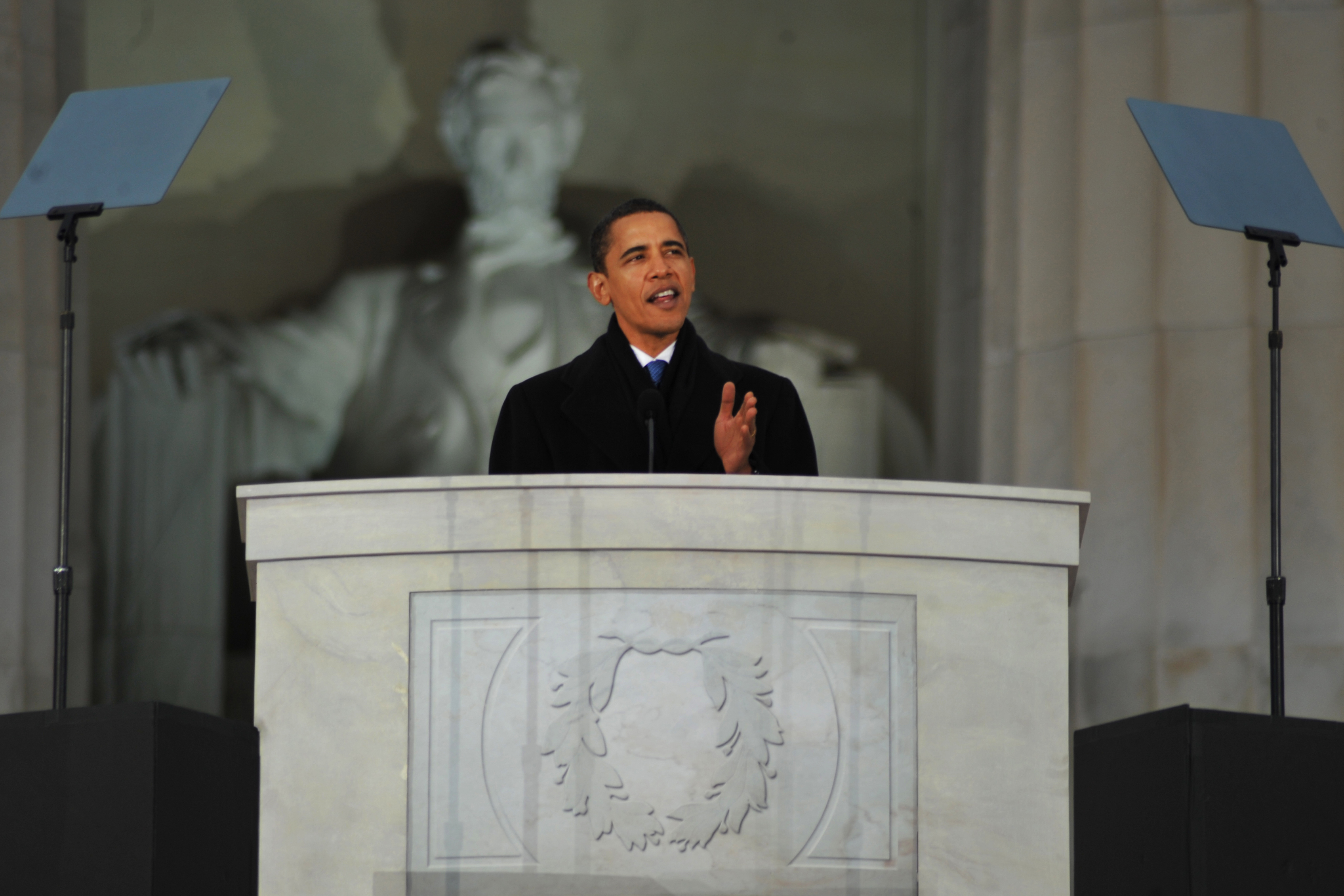
Obama parla il 18.01.2009 davanti al Lincoln Memorial
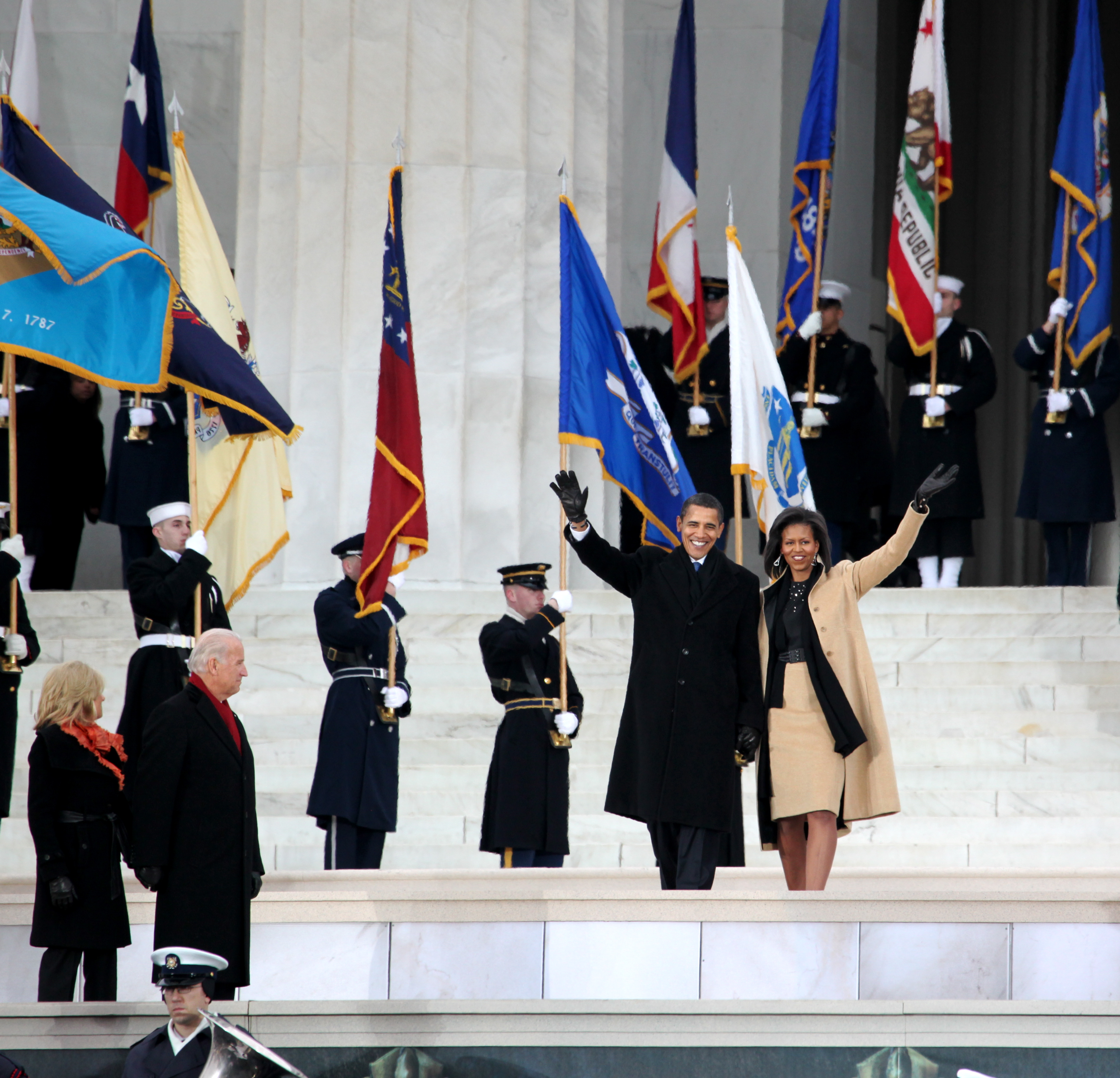
Barack e Michelle Obama al concerto "We Are One" del 18.01.2009
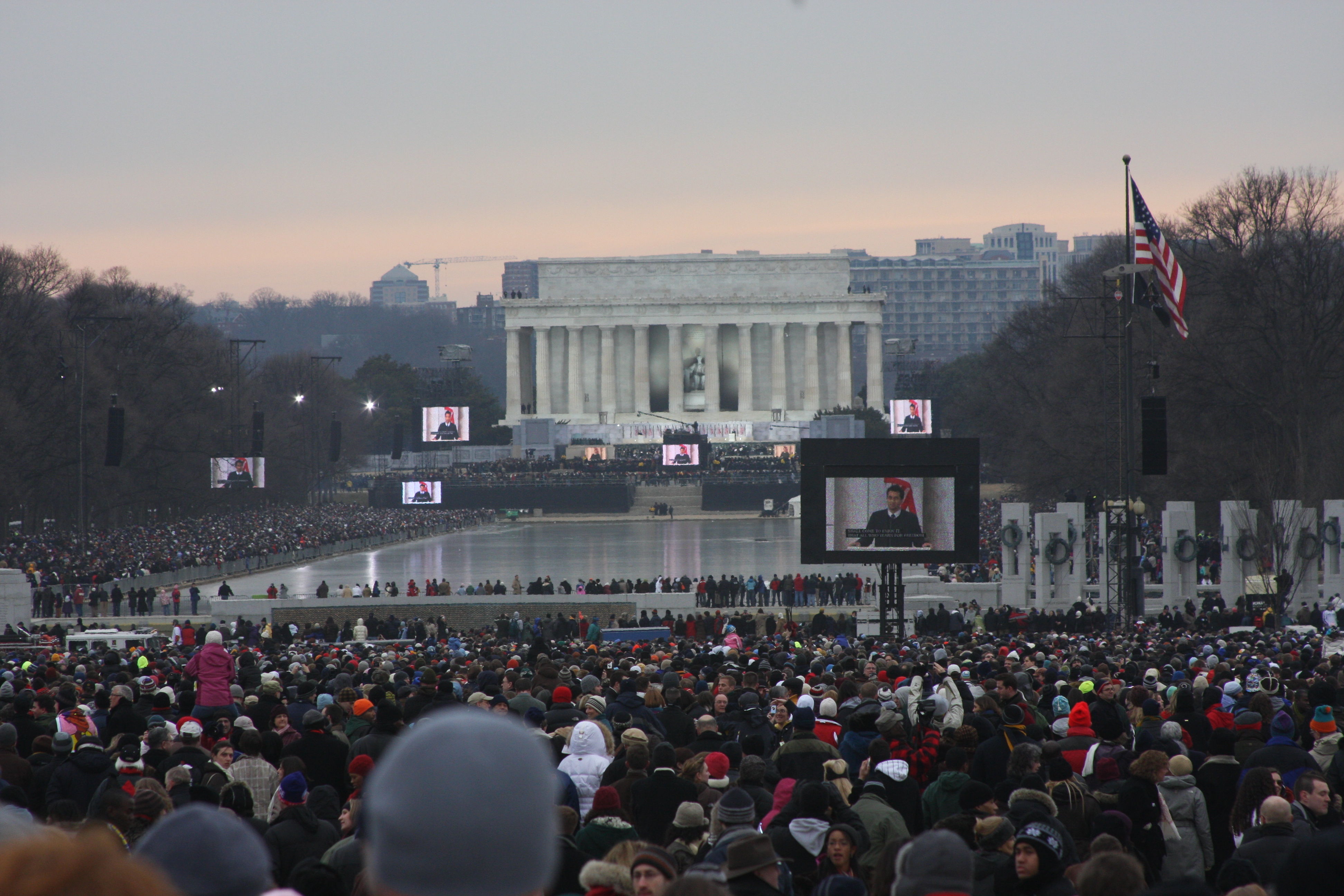
Il concerto "We Are One" davanti al Lincoln Memorial
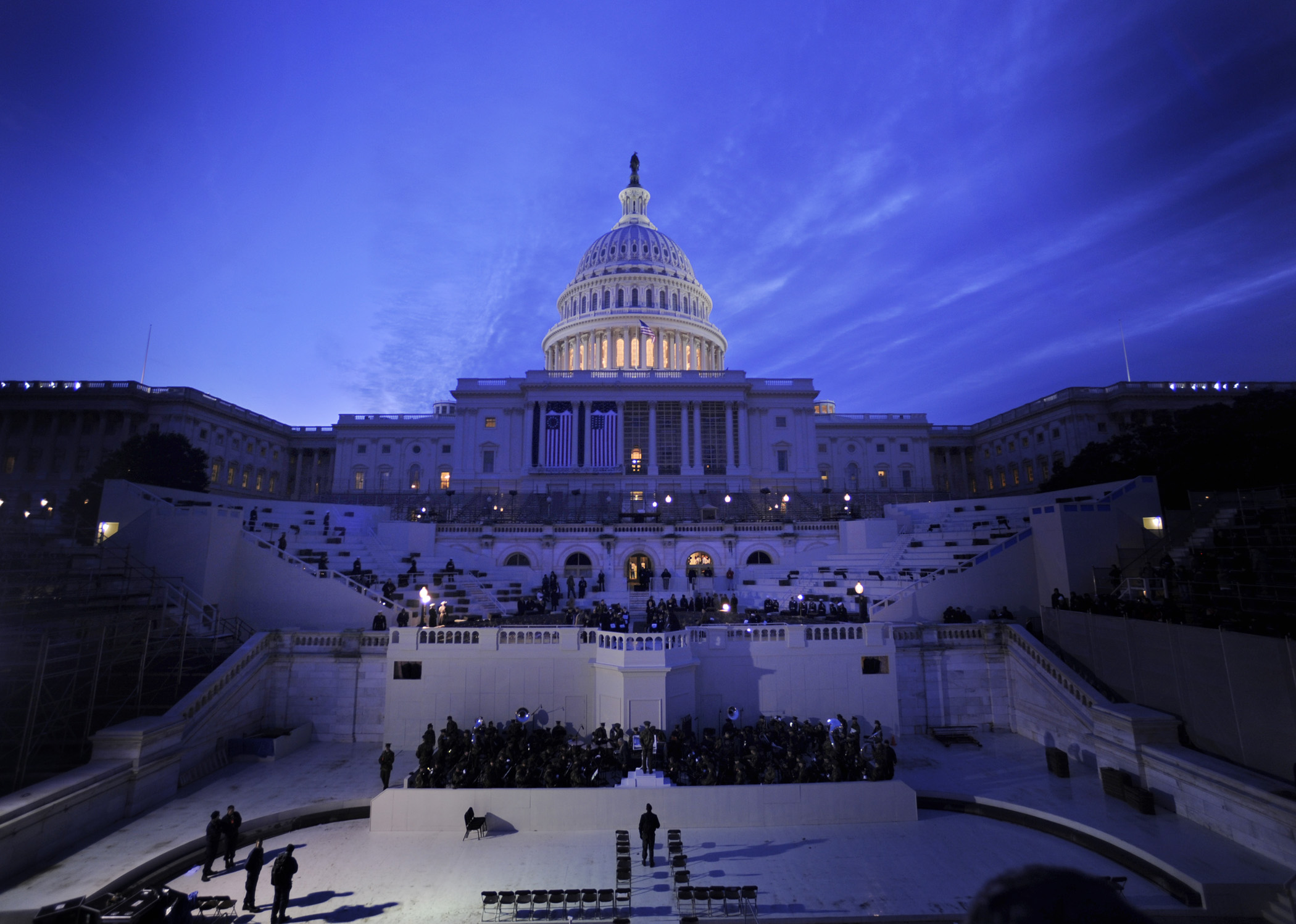
I preparativi davanti al Campidoglio per l'inaugurazione